# Homme du Nebraska

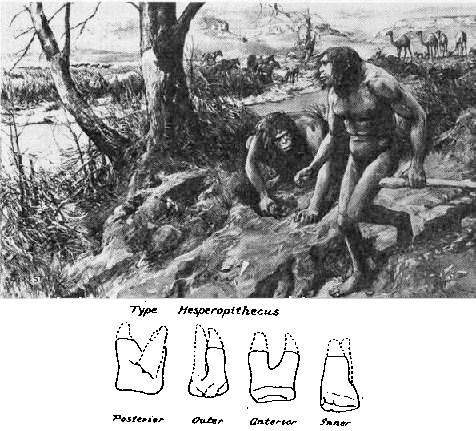
Au-dessus. Illustration de H. haroldcookii par Amédée Forestier, modelé sur le Pithécanthrope pour la revue Illustrated London News. En dessous, illustration de la molaire pour le même magazine.

L'Homme du Nebraska fut le nom attribué par la presse populaire à Hesperopithecus haroldcookii, une espèce putative de grand singe.  Hesperopithecus signifie «singe du monde occidental», il a été présenté comme le premier primate supérieur de l'Amérique du Nord. Bien que n'étant pas une mystification délibérée, la classification a été prouvée comme étant une erreur.  La dent a été découverte dans des couches géologiques datant du Pliocène. Dans le contexte de l'époque, en plein débat sur l'origine continentale de l'humanité, découvrir un fossile humain datant du Pliocène en Amérique du Nord était d'une importance majeure.

## Historique
L'homme du Nebraska a été initialement décrit par Henry Fairfield Osborn en 1922 sur base d'une molaire trouvée au  Nebraska par l'éleveur et géologue amateur Harold Cook en 1917. Une illustration de H. haroldcookii a été réalisée par l'artiste Amédée Forestier qui a modelé son dessin sur les proportions d' Homo erectus (connu à l'époque sous les noms de « Pithecanthropus erectus » et d' « Homme de Java »), pour l'Illustrated London News, un magazine populaire britannique. Henry Fairfield Osborn n'a pas été impressionné par l'illustration, la qualifiant de : «fruit de l'imagination d'aucune valeur scientifique, et sans doute inexacte».
Cette dent n'a jamais été tenue en haute estime par les scientifiques.  Osborn lui-même hésitait sur l'appartenance de la dent à un Hominidé ou un autre type de grand singe.  D'autres étaient sceptiques sur l'appartenance à un primate.  Ce fut le cas de George MacCurdy en 1924.  Dans Human Origins il mentionnait que la dent était très mal préservée et que la détermination de Osborn n'était pas encore acceptée par ses pairs.
Cependant, en 1925, lors du procès Scopes, l'avocat William Jennings Bryan (défendant la Création telle qu'enseignée par la Bible) fut confronté par plusieurs scientifiques (dont le professeur H. H. Newman de l'université de Chicago) lui opposant en particulier la "preuve" que constituait la découverte de « l'Homme du Nebraska ». Bryan demanda un surcroît de temps et d'informations. Lors d'une séance ultérieure, Clarence Darrow, l'avocat du procès Scopes éleva triomphalement le journal représentant « l'Homme du Nebraska » en disant que cette toute dernière « évidence scientifique » prouvait que Bryan était un imbécile de croire en la Bible.

## Épilogue
Peu de temps après, toujours en 1925, les fouilles sur le site ont révélé que la dent avait été erronément attribuée à un primate. D'autres parties du squelette ont été également trouvées. Selon ces pièces nouvellement découvertes, la dent n'appartenait pas à un primate mais à un pécari du pliocène aujourd'hui éteint, le Prosthennops serus.  Son identification en tant que singe a été rétractée en 1927 dans la revue Science.
Bien que l'identification de H. haroldcookii n'ait pas été validée par la communauté scientifique et que l'espèce a été invalidée une décennie après sa découverte, les opposants à l'évolution se sont servis de cette erreur d'identification pour tenter de discréditer la paléontologie, la théorie de l'évolution des Hominidés ainsi que la manière dont l'information est examinée par les pairs.

## Épistémologie
Le cas de l'Homme du Nebraska est un exemple de bon fonctionnement de la science. Une découverte fascinante qui pourrait avoir d'importantes implications est mise à jour. Le découvreur a annoncé la découverte et a envoyé des moulages à plusieurs experts. Certains scientifiques ont dès le départ été sceptiques. Davantage d'éléments de preuve ont été réunis à la suite de nouvelles fouilles, ceux-ci ont montré que la première interprétation était erronée. Finalement un avis de rétractation a été publié.[source insuffisante]